# Резолюция 147 на Съвета за сигурност на ООН
Резолюция 147 на Съвета за сигурност на ООН е приета на 23 август 1960 г. по повод кандидатурата на Република Дахомей (днес Бенин) за членство в ООН. С Резолюция 147 Съветът за сигурност препоръчва на Общото събрание на ООН Република Дахомей да бъде приета за член на Организацията на обединените нации.